# Расследование Конгресса США о финансировании протестов в Израиле

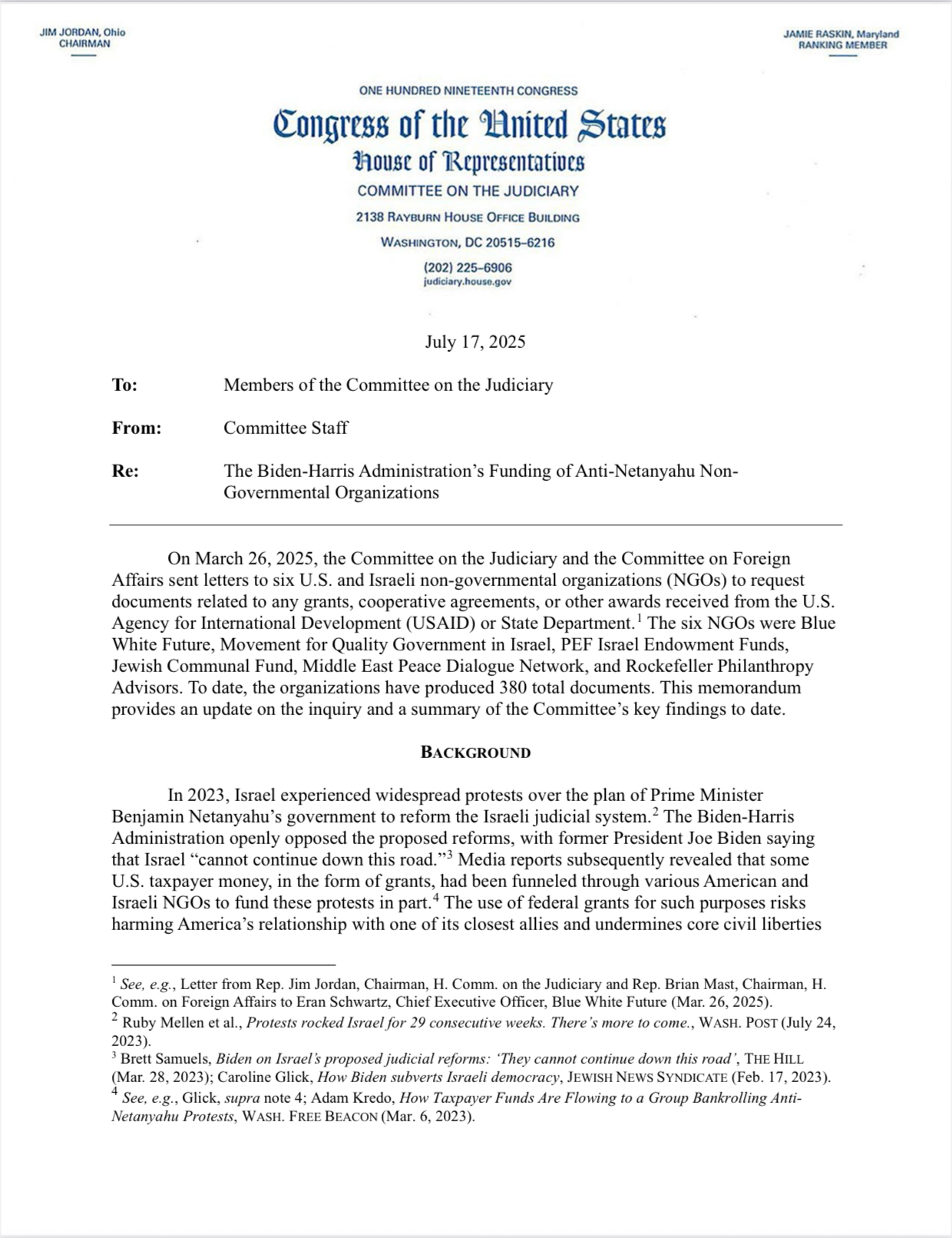
Первая страница меморандума Комитета по судебной власти Палаты представителей США (17 июля 2025 года), в котором описывается предполагаемое использование средств американских налогоплательщиков для финансирования протестов против правительства Израиля через НПО

Протесты против судебной реформы в Израиле в 2023 году
Расследование Конгресса США о финансировании протестов в Израиле — расследование, начатое Комитетами по судебным делам и иностранным делам Палаты представителей США в марте 2025 года, с целью изучения использования средств USAID и Госдепартамента США при администрации Джо Байдена и Камалы Харрис для поддержки неправительственных организаций (НПО), участвовавших в протестах против судебной реформы и правительства Биньямина Нетаньяху. Меморандум от 17 июля 2025 года утверждает, что неправительственные организации, такие как Blue White Future и Movement for Quality Government, получали миллионы долларов через американские фонды, что, по мнению премьер-министра Израиля Биньямина Нетаньяху и партии «Ликуд», представляло собой «массивное иностранное вмешательство» с целью подрыва его правого правительства. Расследование также поднимает вопросы о связях некоторых НПО с террористическими группами, такими как ХАМАС и Народный фронт освобождения Палестины.

## Предыстория
В 2023 году в Израиле прошли массовые протесты против судебной реформы, предложенной правительством Биньямина Нетаньяху, направленной на ограничение полномочий Верховного суда. НПО, такие как Blue White Future и Movement for Quality Government, сыграли ключевую роль в организации протестов. Администрация Байдена публично выступила против судебной реформы в Израиле, а позже в СМИ появились сообщения о том, что средства американских налогоплательщиков, распределяемые через такие агентства, как Госдепартамент США и USAID, могли использоваться для поддержки этих протестных движений. В марте 2025 года комитеты по судебной системе и по иностранным делам Палаты представителей США начали расследование, запросив документы у шести неправительственных организаций. В меморандуме комитета, опубликованном в июле 2025 года, были обобщены первоначальные выводы.

## Организации, подлежащие расследованию

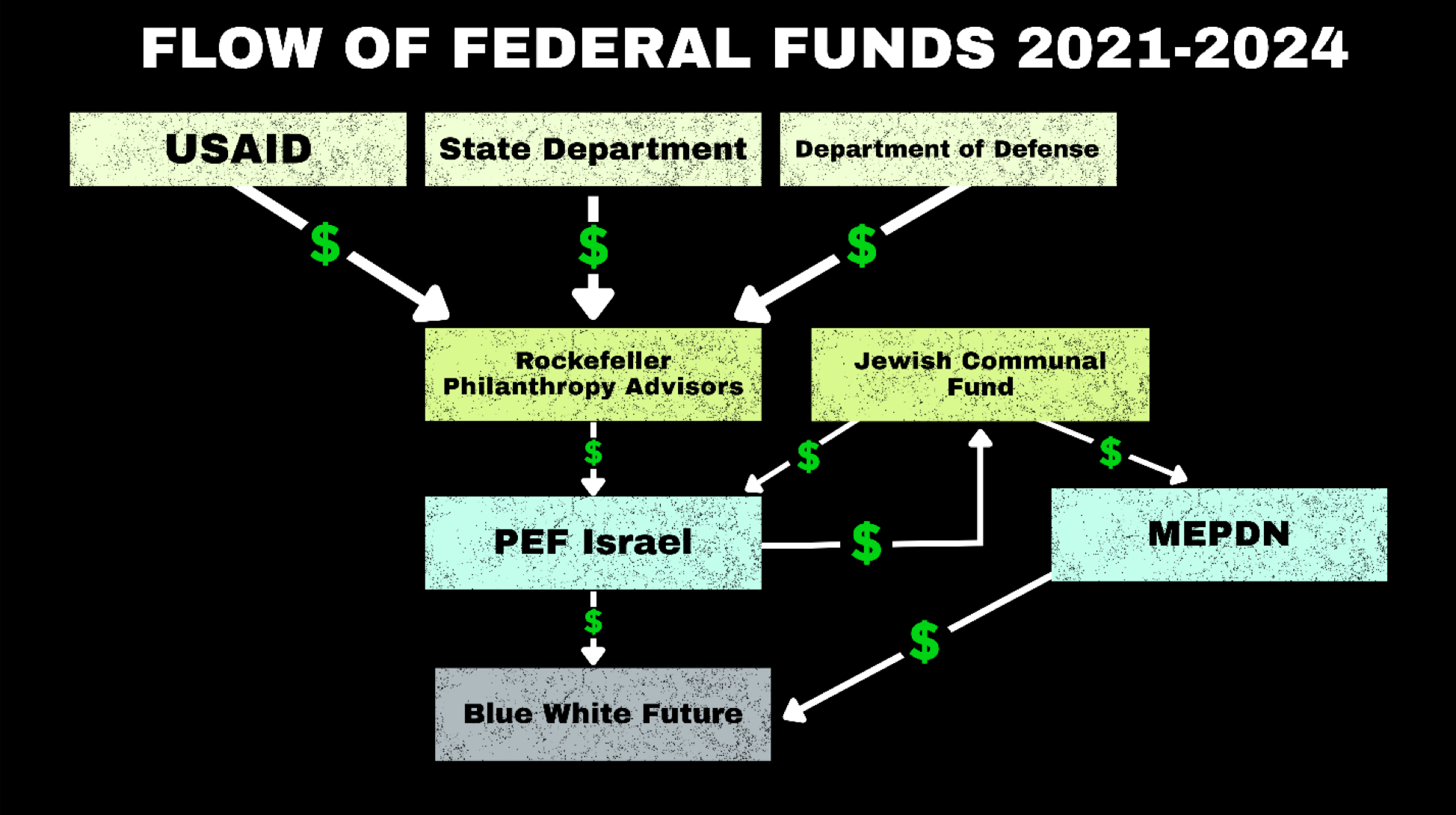
Схема движения федеральных средств США в 2021–2024 годах по данным меморандума Конгресса: от USAID, Госдепартамента и Минобороны через фонды Rockefeller и Jewish Communal Fund в сторону израильских НПО, включая PEF Israel, MEPDN и Blue White Future

Blue White Future (BWF) — израильская некоммерческая организация (НКО), выступающая за решение конфликта между Израилем и Палестиной в формате двух государств. Согласно данным, эта организация якобы получила сотни миллионов новых израильских шекелей (NIS) через посредников, связанных с США, в частности через Middle East Peace Dialogue Network (MEPDN) и PEF Israel Endowment Funds. BWF, предположительно, поддерживала штабы протестов во время судебного кризиса и называла правительство Нетаньяху «диктатурой». Комитет выразил обеспокоенность по поводу возможных нарушений израильских норм прозрачности для НПО.
Movement for Quality Government in Israel — израильская гражданская организация, продвигающая принципы демократического управления. Эта организация получила примерно $42,000 в виде грантов от Государственного департамента США в период с 2020 по 2022 год для программы «Обучение гражданскому активизму» в школах Иерусалима. Программа включала изучение прав на протесты, доносительство и гражданскую активность. Критики утверждают, что это могло представлять собой иностранное политическое вмешательство, направленное на формирование мнений израильской молодёжи.
PEF Israel Endowment Funds служит основным каналом для сбора и распределения пожертвований в пользу израильских НПО в США. Организация, предположительно, направила $884 млн на организации, связанные с протестами, и подвергается критике за недостаток прозрачности и контроля над донорами.
Jewish Communal Fund — управляющая компания фондов с правом рекомендаций, базирующаяся в Нью-Йорке. По данным, она перечислила $42,8 млн израильским организаторам протестов. Комитет выразил обеспокоенность по поводу контроля и соблюдения американских законов о некоммерческих организациях.
Middle East Peace Dialogue Network — американская некоммерческая организация, контролируемая донором Хилелом Шенкером. Её обвиняют в обходе израильских законов для финансирования политической активности и массовых протестов, что, предположительно, нарушает правила деятельности организаций 501(c)(3) в США, запрещающие политическую активность.
Rockefeller Philanthropy Advisors — спонсор и консалтинговая некоммерческая организация, управляющая федеральными грантами. По данным, она получила более $30 млн федеральных средств, часть из которых, предположительно, была перенаправлена группам, связанным с израильским протестным движением, что вызвало вопросы о нецелевом использовании средств американских налогоплательщиков.

## Финансирование организаций, связанных с ХАМАС
Согласно меморандуму, расследование также затрагивает возможное финансирование организаций, имеющих связи с террористическими структурами, признанными таковыми в США. В документе говорится, что администрация Байдена–Харрис «потенциально финансировала группы, связанные с организациями, признанными террористическими в Соединённых Штатах».
Одним из примеров указана зарегистрированная в Газе неправительственная организация Bayader Association for Environment and Development, которая, по данным отчёта, получила $900,000 с 2016 года, включая грант от USAID, выданный 1 октября 2023 года — за неделю до террористической атаки ХАМАС на Израиль 7 октября. В расследовании утверждается, что организация «открыто сотрудничала с представителями ХАМАС», в том числе проводила совместные мероприятия с лидерами движения.
Согласно данным из годового отчёта Bayader за 2021 год, организация координировала свою деятельность с министерствами в секторе Газа, которые контролируются движением ХАМАС. Также сообщается, что в 2023 году сотрудник Bayader был замечен в тесном взаимодействии с высокопоставленными представителями ХАМАС, включая сына бывшего лидера движения Исмаила Хании.
Меморандум также утверждает, что при президентстве Джо Байдена получила финансирование неправительственная организация Tides Network, связанная с Народным фронтом освобождения Палестины на сумму $2,6 млн.

## Ход расследования
26 марта 2025 года Комитеты направили запросы шести НПО: Blue White Future, Movement for Quality Government, PEF Israel Endowment Funds, Jewish Communal Fund, Middle East Peace Dialogue Network и Rockefeller Philanthropy Advisors.
Комитет утверждает, что администрация Байдена-Харрис неправомерно использовала средства американских налогоплательщиков для вмешательства во внутреннюю политику Израиля. Комитет характеризует это финансирование как «форму косвенной поддержки массовых беспорядков и оппозиции демократически избранному правительству». В меморандуме это рассматривается как нарушение правил некоммерческих организаций США и нарушение суверенитета Израиля.
По состоянию на июль 2025 года расследование продолжается. Ожидаются дополнительные запросы документов, повестки в суд и слушания. По состоянию на июль 2025 года никаких судебных исков или уголовных дел не было возбуждено, хотя ожидается дальнейшая проверка выплат грантов Государственного департамента США и USAID.

## Оценки
Премьер-министр Израиля Биньямин Нетаньяху и партия «Ликуд» назвали финансирование НПО попыткой подрыва израильского правительства. Нетаньяху заявил, что меморандум подтверждает «массивное иностранное вмешательство».
Неправительственные организации  отвергли обвинения. Blue White Future заявила, что «категорически отвергает ложные и безосновательные обвинения» и не получала средств от государственных структур США. Jewish Communal Fund выразила готовность сотрудничать с Комитетом, но не согласилась с выводами меморандума.
Республиканские законодатели, включая Джима Джордана, назвали действия администрации Байдена-Харрис «идеологическим вмешательством». Демократы отклонили расследование как политически мотивированное.
Освещение темы ограничено американскими консервативными и израильскими СМИ.
Российская журналистка и писательница Юлия Латынина, комментируя расследование, назвала финансирование протестов в Израиле «прямым вмешательством в дела другого государства», а организаторов — «людьми, которые принадлежат левому Коминтерну».

Какой плохой этот народ Израиля, раз за разом избиратели голосуют за какого-то Нетаньяху. Неправильно голосуют. Мы сейчас организуем активистов которые будут изображать из себя гражданское общество и этого самого Нетаньяху «отменим». И будем править сами.— Юлия Латынина, фрагмент авторской программы «Код доступа», 19 июля 2025 года
Также Латынина отметила, что после «кончины USAID» на протестах «на порядок-то уменьшилось количество людей, которое в них участвует».